# Wido
Wido est un abbé laïc de Saint-Vaast et 11e abbé de Fontenelle (742-744), il est peut-être parent d'une femme de Charles Martel. Il est accusé par Rainfroy de Rouen d'avoir fomenté un complot contre Charles Martel. Il est exécuté et Rainfroy lui succède à la tête de l'abbaye.